# Jaśkiewicz
Jaśkiewicz – nazwisko polskie. Pochodzi od imienia Jan, które to imię jest rdzeniem jednej z najliczniejszych grup polskich nazwisk (liczącej ponad 300 różnych form). Na początku lat 90. XX wieku w Polsce nosiło je 8039 osób. Blisko 70% osób noszących to nazwisko mieszka w południowej połowie kraju.

## Osoby noszące nazwisko Jaśkiewicz
- Aleksandra Mróz-Jaśkiewicz (1935-2015) – polska pływaczka, olimpijka z Helsinek 1952
- Henryk Jaśkiewicz (1898-1937) – polski inżynier górniczy
- Jan Dominik Jaśkiewicz (1749-1809) – polski chemik, lekarz nadworny Stanisława Augusta Poniatowskiego
- Janusz Jaśkiewicz (ur. 1951) – polski profesor medycyny, specjalista w zakresie chirurgii ogólnej i onkologicznej
- Ludwik Zbigniew Jaśkiewicz (1921-2015) – polski specjalista w zakresie budowy samochodów oraz układów napędowych samochodów
- Ryszard Jaśkiewicz (1936–2000) – polityk, prezydent Włocławka
- Sławomira Wronkowska-Jaśkiewicz (ur. 1943) – polska profesor nauk prawnych
- Stanisław Jaśkiewicz (1907-1980) – polski aktor i reżyser teatralny
- Teofil Jaśkiewicz (1883-1952) − polski filozof, wolnomyśliciel, działacz oświatowy, poeta
- Tomasz Jaśkiewicz (ur. 1943) – polski gitarzysta, kompozytor, recenzent muzyczny, malarz, projektant graficzny